# Gunnar Andersson (futbolista)

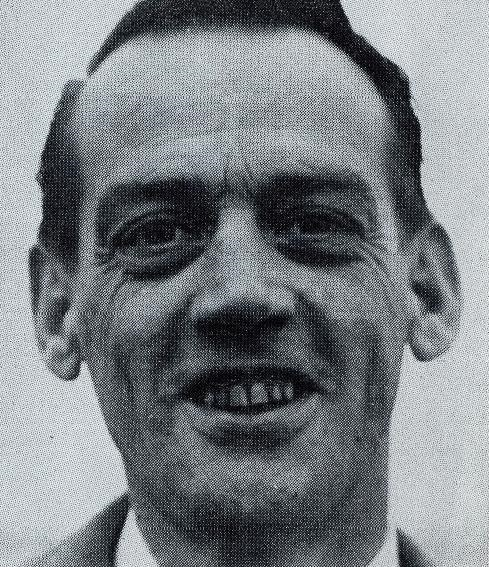

Gunnar Andersson (Arvika, Suecia, 14 de agosto de 1928-Marsella, Francia, 1 de octubre de 1969) fue un futbolista sueco. Jugó de delantero.

## Clubes
- 1943-1949 : IFK Åmål ( Suecia)
- 1949-1950 : IFK Göteborg ( Suecia)
- 1950 : KB Fodbold ( Dinamarca)
- 1950-1958 : Olympique de Marseille ( Francia)
- 1958 : Montpellier Hérault Sport Club ( Francia)
- 1958-1960 : Girondins de Bordeaux ( Francia)
- 1960-1961 : Association sportive aixoise ( Francia)
- 1961-1962 : CAL Oran ( Argelia)
- 1962-1963 : AS Gignac ( Argelia)
- 1964 : IFK Arvika ( Suecia)

## Palmarés
- Campeón de la Copa Charles Drago en 1957.

### Distinciones individuales
- Máximo goleador de la Ligue 1 en 1952 (con 31 goles) y 1953 (con 35 goles).
- Máximo goleador de la historia del Olympique de Marsella con 187 goles .

- Datos: Q1389203
- Multimedia: Gunnar Andersson / Q1389203